# (26189) 1997 AX12
1997 أي أكس 12 (ويعرف أيضًا باسم (26189) 1997 أي أكس 12 وفق تسمية الكوكب الصغير) (بالإنجليزية: 1997 AX12)‏ هو كويكب ضمن حزام الكويكبات؛ وترتيبه 26189 من حيث الاكتشاف.
اكتُشف هذا الجُرم الفلكي بواسطة تاكاو كوباياشي في 10 يناير 1997.

## وصلات خارجية
- (26189) 1997 AX12 في قاعدة بيانات مختبر الدفع النفاث لأجرام النظام الشمسي الصغيرة

- الاكتشاف · مخطط المدار ·  العناصر المدارية · المعلمات المادية

- (26189) 1997 AX12 على موقع ويكي سكاي: DSS2, SDSS, GALEX, IRAS, Hydrogen α, X-Ray, Astrophoto, Sky Map, Articles and images